# 達夫列卡諾沃區

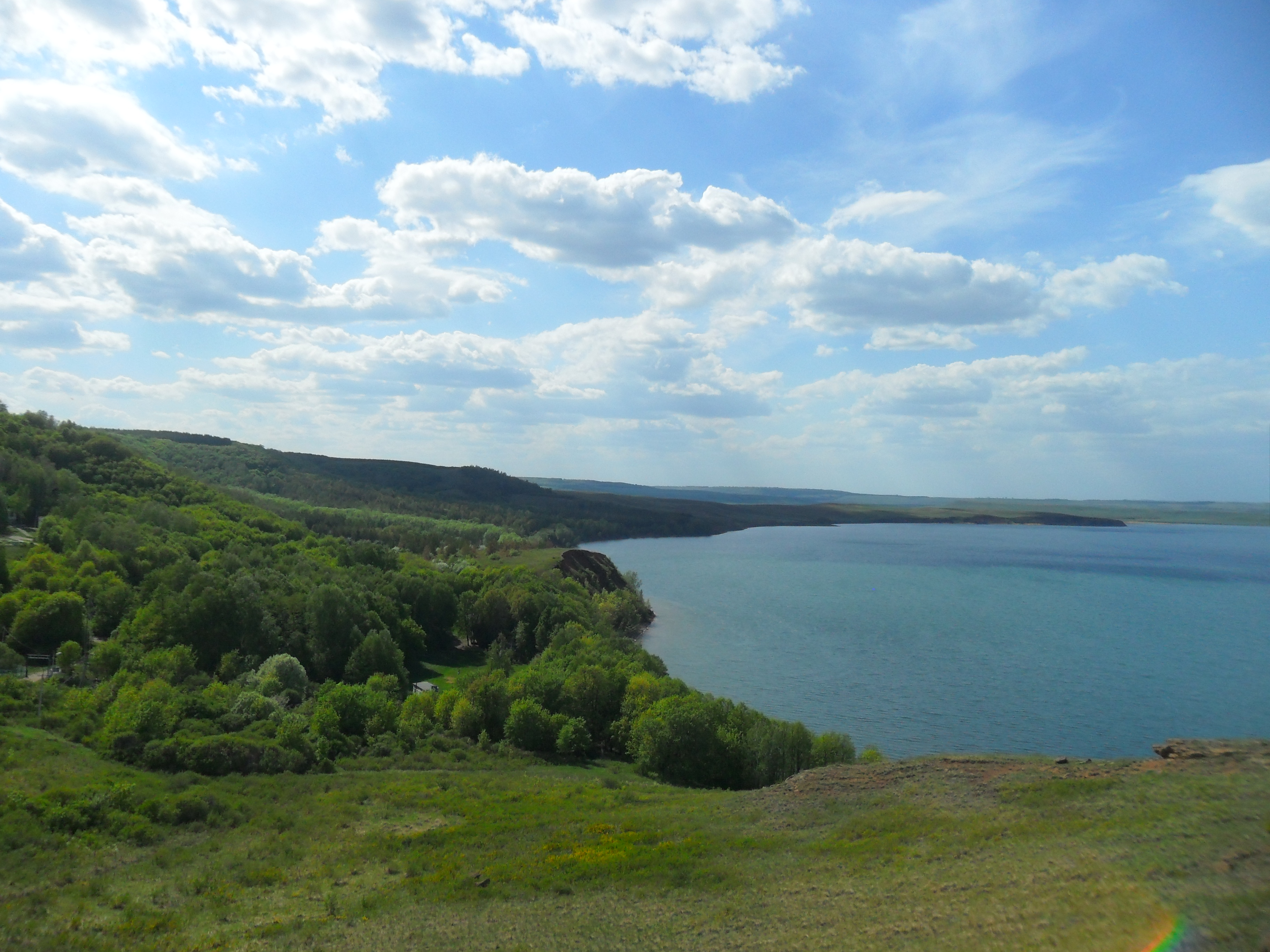

54°13′N 55°02′E / 54.217°N 55.033°E
達夫列卡諾沃區（俄语：Давлекановский район），是俄羅斯的一個區，位於該國西南部，由巴什科爾托斯坦共和國負責管轄，始建於1930年8月20日，面積1,907平方公里，2010年人口18,392，人口密度每平方公里9.64人。